# PROfissional Mixtape
PROfissional Mixtape, é o primeiro álbum de estúdio primeiramente lançado como Mixtape do cantor brasileiro Cabal, conténdo 15 faixas, incluindo o seu grande sucesso Senhorita fez Cabal ganhar o prêmio de "Revelação do Ano".

## Faixas
- 01 - Apresentando
- 02 - Bate a Cabeça
- 03 - Chego Pra Levar
- 04 - C4
- 05 - São Paulo/SP
- 06 - Dinheiro Faz
- 07 - Senhorita
- 08 – 1980 Abençoou
- 09 - A Invasão
- 10 - PROfissional
- 11 - Esperanto
- 12 - Pros Falsos
- 13 - Adivinha o Que é?
- 14 - Agradecendo
- 15 - Carga Pesada

## Desempenho
| Tabela musical (2005)                            | Melhor posição |
| ------------------------------------------------ | -------------- |
| Brasil canção Senhorita (Brasil Hot 100 Airplay) | 69             |